# دشت علامرودشت
دشت علامرودشت در جنوب استان فارس واقع شده است. این دشت با ارتفاع متوسط ۴۳۰ متر از سطح دریا یک دشت ناودیسی کم و بیش متقارن با راستای جنوب شرقی- شمال غربی است که محور آن به سوی جنوب شرق پلانژ (فرود) دارد. هسته آن را در بخش‌های شمال غربی، سازند بختیاری تشکیل می‌دهد ولی به سوی جنوب شرق، نهشته‌های جوان کواترنر، هسته آن را پوشانیده است. کوه نر از سمت جنوب و کوه‌های تنگ خور و هوا از شمال شرقی، شمال و شمال غربی این دشت را احاطه کرده‌اند. رود علامرودشت در میانه این دشت با راستای جنوب شرقی- شمال غربی جریان دارد. پست‌ترین نقطه دشت علامرودشت با ارتفاع ۳۶۴ متر در انتهای شمال غربی دشت واقع گردیده است. به طور کلی دشت علامرودشت از نظر توپوگرافی، دشتی کم‌عارضه، کم‌ارتفاع و کم‌شیب می‌باشد و اختلاف ارتفاع آن در راستای ۷۵ کیلومتری جنوب شرقی- شمال غربی حدود ۱۰۰ متر است. دشت علامرودشت در منطقه زاگرس چین خورده و به صورت یک ناودیس در حد فاصل دو تاقدیس قرار دارد و نوعی دشت آبرفتی است. دشت علامرودشت از نوع دشت‌های آبرفتی باز محسوب می‌شود و همانند دشت‌های آبرفتی باز، به‌طور طبیعی با دشت‌های مجاور خود ارتباط دارد و یک شبکه اصلی آب (رودخانه علامرودشت) از داخل آن می‌گذرد.